# Dvorana
V arhitekturi je dvorana sorazmerno velik prostor, obdan s streho in stenami. V železni dobi in zgodnjem srednjem veku je bila v severni Evropi dolga hiša z jedilno dvorano, kjer so jedli in tudi spali gospodar in njegovi najemniki. Kasneje v srednjem veku je bila velika dvorana največja soba v gradovih in velikih hišah in tam, kjer so hlapci spali običajno. Ko so se razvijali bolj zapleteni tlorisi hiš, je dvorana ostala velika soba za ples in velike pogostitve, pogosto so še vedno tam spali služabniki. Običajno je bila takoj znotraj glavnih vrat. V sodobnih britanskih hišah ostaja predsoba poleg vhodnih vrat nepogrešljiva lastnost, četudi gre v bistvu le za hodnik.
Danes je (vhodna) dvorana hiše prostor poleg vhodnih vrat ali predprostora, ki vodi v prostore neposredno in / ali posredno. Če je dvorana znotraj vhodnih vrat hiše podolgovata, jo lahko imenujemo prehod, hodnik (iz španščine corredor uporabljen v El Escorialu in 100 let pozneje na primer v  Howardovem in drugih gradovih).

## Zgodovina
V toplejših podnebjih so hiše bogatih pogosto gradili okoli dvorišča, na severnih območjih pa so gradili dvorec okoli velike dvorane. Dvorana je bila srce doma in je bila tam, kjer so vsi stanovalci hiše jedli, delali in spali. Pogost primer te oblike je dolga hiša. V posebej ločenih prostorih na obrobju dvorane bi se izvajale le posebej umazane naloge. Še danes se izraz dvorana pogosto uporablja za označevanje podeželske hiše, kot je dvoranska hiša ali natančneje hiša z dvorano ali dvorec.
V poznejši srednjeveški Evropi je bila glavna soba gradu ali dvorca velika dvorana. V srednjeveški stavbi je bila dvorana, kjer so imeli ogenj. Ko se je tehnologija ogrevanja izboljševala in želja po zasebnosti rasla, so se naloge preselile iz dvorane v druge prostore. Najprej se je gospodar hiše umaknil v zasebne spalnice in jedilne prostore. Sčasoma so se tudi služabniki in otroci preselili v svoje prostore, svoje prostore so dobili tudi delovni projekti, ki so dvorano zapustili zaradi posebnih funkcij. S časom se je  njena vloga kot spalnice, kuhinje, salona in tako naprej razdelile na ločene prostore ali v primeru kuhinje lahko tudi na ločeno stavbo.
Do zgodnje moderne dobe je večina prebivalstva živela v hišah z eno sobo. V 17. stoletju so celo nižji razredi imeli drugo sobo, glavna soba pa je bila dvorana, sekundarna soba pa salon. Dvorana in salon sta bila izumljena v Angliji in sta bila temeljna, zgodovinska tlorisa v delih ZDA od leta 1620 do 1860.
V Evropi, ko so bogati začeli uporabljali več sob, je bila splošna oblika enfilada, sob, ki so bile zaporedno povezane med seboj, z vrati postavljenimi v osi in so omogočala pogled skozi vse prostore. Razvili so jo okoli leta 1650 v Franciji, razširila pa se je v baročnih dvorcih. Leta 1597 je John Thorpe prvi zapisani arhitekt, ki je več povezanih prostorov zamenjal s prostori ob hodniku, iz katerega so bili dostopni iz ločeni z vrati.

## Uporaba

### Kolegijska dvorana
Številne zgradbe na univerzah v angleško govorečem svetu so uradno imenovane "_______ dvorana" (Hall), poimenovane po osebi, ki jo je darovala, na primer King's Hall v Cambridgeu. Druga, na primer Lady Margaret Hall, Oxford, je spomin na spoštovane ljudi. Med temi v obdobju se je Nassau Hall na univerzi Princeton začela kot enotna zgradba takratnega kolegija. V srednjeveškem izvoru so bile to dvorane, v katerih so člani univerze živeli skupaj v času trajanja mandata. V mnogih primerih ostaja neki vidik te skupnosti.
Hall na univerzah v Oxfordu in Cambridgeu je jedilnica za študente, z visoko mizo na enem koncu za člane akademije, učenega društva ali skupine učenjakov. Običajno so v "formalni dvorani" so obvezne akademske obleke v večernih urah na večerji, medtem ko v "neformalni dvorani" niso. Srednjeveška kolegijska jedilna dvorana s podijem za visoko mizo na zgornjem koncu in zaslonskim prehodom na spodnjem koncu je spremenjena ali asimilirana oblika Velike dvorane.

### Sejna dvorana
Dvorana je tudi zgradba, ki je večinoma sestavljena iz glavne sobe, ki se najame za sestanke in družabne dogodke. Lahko je v zasebni ali državni lasti, na primer namenska dvorana v lasti enega podjetja, ki se uporablja za poroke in druženje (organizira ga in vodi isto podjetje na pogodbeni osnovi) ali skupnostna dvorana, ki je na voljo vsem, na primer vaška dvorana.

### Verske dvorane
V religiozni arhitekturi, kot v islamski arhitekturi, je molitvena dvorana velik prostor, namenjen izvajanju bogoslužja . (primer: molitvena dvorana Velike mošeje Kairouan v Tuniziji). Dvorana je cerkev z glavno in stranskimi ladjami približno enake višine . Mnoge cerkve imajo pripadajočo cerkveno dvorano, ki se uporablja za sestanke in druge prireditve.

### Javne stavbe
Po podobnem razvoju v pisarniških in večjih zgradbah (gledališča, kinodvorane itd.) je vhodna dvorana splošno znana kot preddverje. Atrij, ime, ki se je včasih v javnih zgradbah uporabljalo za predsobo, je bilo osrednje dvorišče rimske hiše.

## Tipi
- Športna dvorana
- Mestna hiša ali vaška hiša
- Koncertna dvorana
- Hala (na veliki prometni postaji)
- Kongresni center (razstavna dvorana)
- Plesna dvorana
- Jedilnica
- Gasilska postaja
- Dnevna soba ali velika dvorana
- Razpravna dvorana
- Molitvena dvorana, kot je svetišče sinagoge
- Čitalnica
- Stanovanjska soba
- Čakalnica